# Patricien (Moyen Âge et Temps modernes)

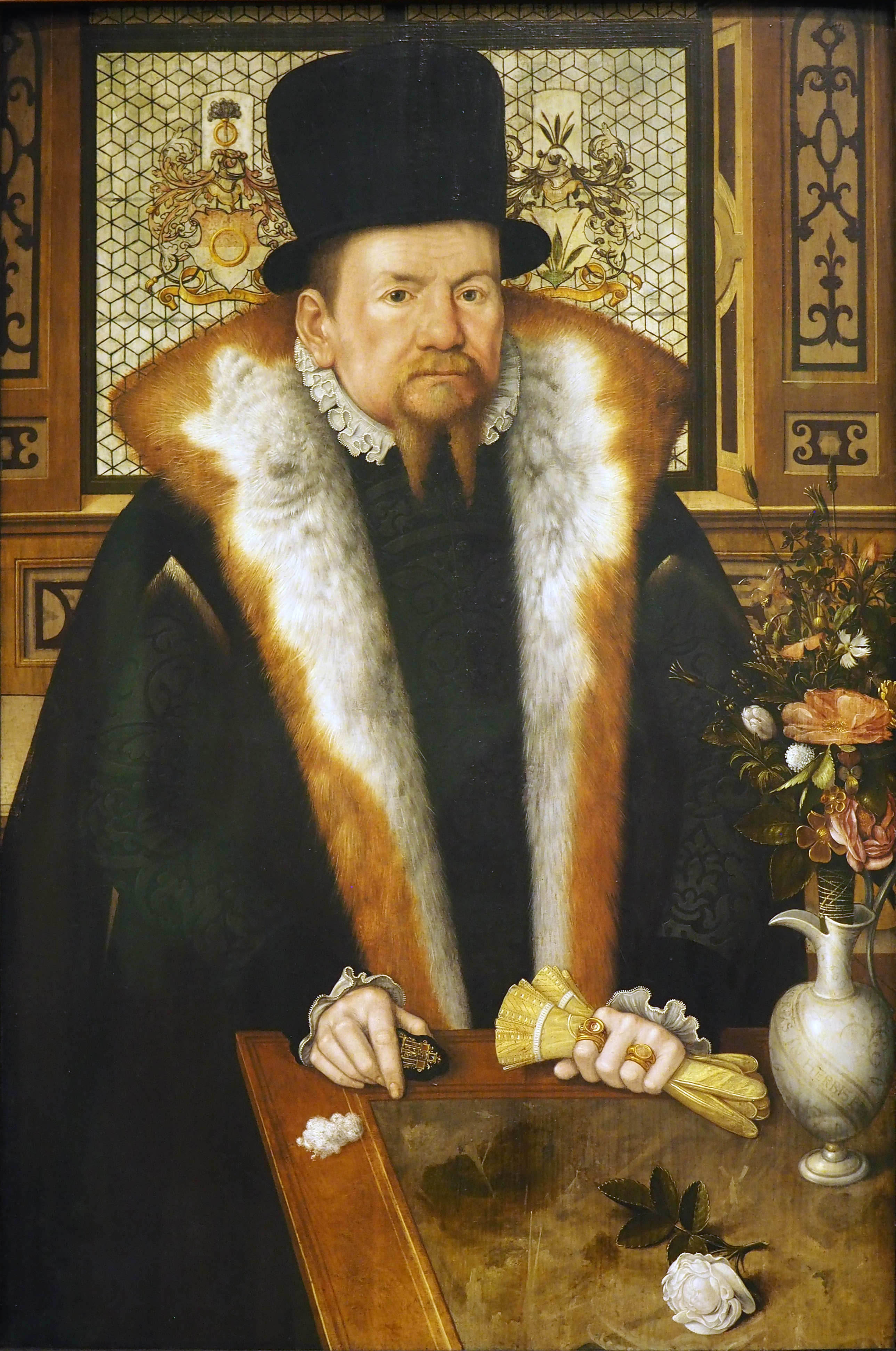
Image d'un riche patricien (1569) par Ludger tom Ring.

Patricien (latin : patricius, grec : πατρίκιος) était le terme utilisé pour désigner les membres de la classe supérieure établie de longue date dans la Rome antique. Par analogie, la classe supérieure socialement relativement fermée est appelée patriciat dans de nombreuses villes médiévales et modernes, notamment dans les républiques marchandes (la Hanse ou les cités-état italiennes) où elle détient le pouvoir économique et a fortiori politique. La forme aristocratique du patriciat bourgeois s'appelle l'aristocratie urbaine.

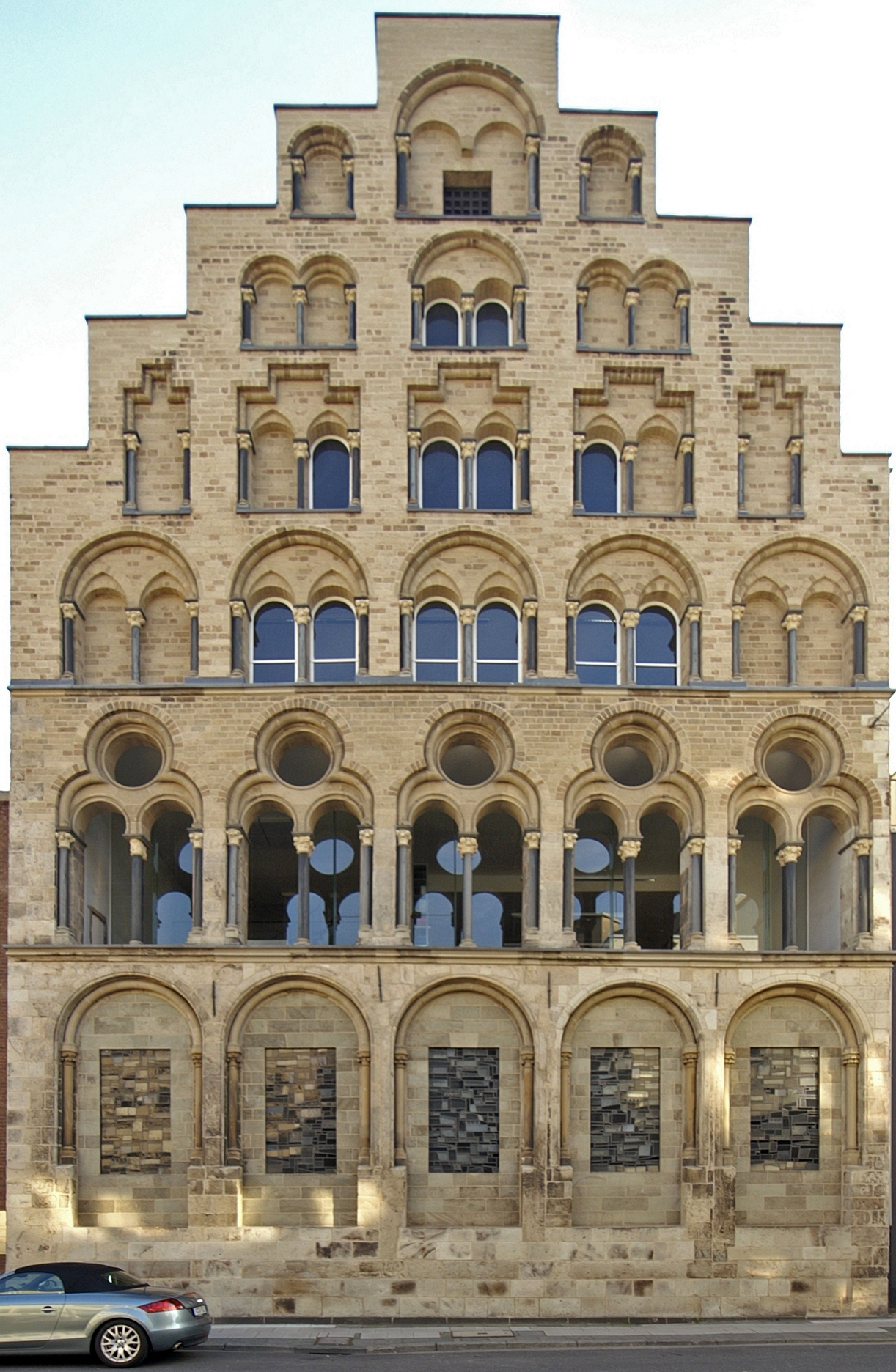
L'Overstolzenhaus à Cologne de 1225.

## Survivance en Italie
Au Moyen Âge, dans les villes italiennes, « patricien » désigne les membres du groupe des citoyens auquel leur richesse (souvent d'origine mercantile), leurs fonctions ou leurs alliances donnent une autorité particulière. Ils sont les maîtres des institutions communales. Les patriciens ne sont pas tous nobles et tous les nobles ne sont pas des patriciens.
- Liste de familles patriciennes de Venise
- Liste de familles patriciennes de Gênes
- Liste de familles patriciennes de Rome

## Dénomination aux Pays-Bas
Ce terme est encore utilisé aux Pays-Bas pour désigner d'anciennes familles patriciennes (Nederland's Patriciaat) qui ne font toutefois pas partie de la noblesse.
- Nederland's Patriciaat
- Liste des familles patriciennes des Pays-Bas

## Saint-Empire romain germanique
Dans les villes de la Hanse, les patriciens étaient considérés comme les égaux de la noblesse féodale (la « noblesse terrienne »). En effet, de nombreuses familles patriciennes qualifiaient leurs membres de « nobles » et se qualifiaient eux-mêmes de « familles nobles ». Les patriciens étaient généralement membres des conseils municipaux et s'appropriaient les fonctions civiques les plus importantes.
Certaines familles patriciennes ont officiellement accordé à leurs membres le droit d'utiliser des prédicats nobles, tandis que d'autres patriciens ont choisi d'utiliser le prédicat noble « von » en relation avec leur nom d'origine ou un domaine rural, comme le firent les familles patriciennes de Lindau, Heider von Gitzenweiler (également von Heider), Funk von Senftenau, Seutter von Loetzen (également von Seutter), Halder von Moellenberg (également von Halder), Curtabatt (également von Curtabat ou de Curtabat).
En 1696 et 1697 l'empereur Léopold a affirmé la noble qualité (ebenbürtigkeit (de)) du patriarche de Nuremberg et son droit à élever de nouvelles familles dans la société.
Nonobstant cette appartenance à une famille patricienne (ou l'éligibilité à celle-ci, c'est-à-dire, "Ratsfähigkeit") était en soi une preuve d'appartenance à la plus haute classe sociale du Saint-Empire, les patriciens avaient toujours la possibilité de faire confirmer leur statut de noblesse par une lettre de noblesse du Saint-Empire, qui leur était accordé sur paiement d'une cotisation.
En tout état de cause, lors de leurs voyages dans d'autres régions et pays d'Europe, les membres des familles patriciennes étaient considérés comme nobles.
Le Saint Empire romain a cessé d'exister en 1806. Bien qu'il ne soit pas l'arbitre de l'appartenance au patriciat historique allemand, le Gothaischen Genealogischen Hofkalenders et le Genealogisches Handbuch des Adels (Manuels généalogiques de la noblesse et du gotha), après examen approprié par la quatrième chambre de l'Adelsrechtsausschuss allemand ou Comité du droit noble, inclura les familles même sans titre de noblesse affirmé par l'empereur, lorsqu'il était prouvé que leurs ascendants appartenaient à des familles de conseillers héréditaires et de magistrats dans les villes impériales allemandes telles que Ratisbonne.
Dans la mesure où les patriciens et leurs descendants avaient choisi de se prévaloir d'un titre de noblesse après 1806 et, par conséquent, sans affirmation impériale, de tels titres et titres de noblesse étaient également acceptés par l'Adelsrechtsausschuss allemand s'ils étaient acquis par un mécanisme juridique analogue à la possession adverse, c'est-à-dire l'Ersitzung.
En 1816, la nouvelle constitution de Francfort abolit le privilège de la charge héréditaire des patriciens. À Nuremberg, les réformes successives ont d'abord réduit les privilèges des patriciens en 1794 puis les ont effectivement abolis en 1808, bien qu'ils aient conservés quelques vestiges de pouvoir jusqu'en 1848.

## Littérature
- Michael Hecht: Patriziatsbildung als kommunikativer Prozess. Die Salzstädte Lüneburg, Halle und Werl in Spätmittelalter und Früher Neuzeit (= Städteforschung. série A: Darstellungen, vol. 79). Böhlau, Cologne etc. (2010)  (ISBN 978-3-412-20507-2) (thèse de doctorat de l'université de Münster, 2008 : la formation du patriciat comme processus communicatif. Les villes salines de Lunebourg, Halle et Werl à la fin du Moyen Âge et au début de la période moderne)  (ISBN 978-3-412-20507-2) (envisage le «patriciat» non pas comme une unité autonome, mais comme un concept d'ordre dynamique, relationnel et reproduit de manière communicative, basé sur les relations de propriété et de participation, les structures organisationnelles, le profil social, les culture (s) mémorielles, les rituels d'initiation, les conflits d'admission, les conflits de préséance, les identificateurs sociaux, les rôles professionnels et les schémas de carrière).
- Wolfgang Wüst (éd.) : Patrizier – Wege zur städtischen Oligarchie und zum Landadel. Süddeutschland im Städtevergleich Actes de la conférence internationale et interdisciplinaire. Palais d'Egloffstein à Erlangen, 7 - 8 octobre 2016. Peter Lang, Francfort-sur-le-Main / New York / Berne etc. (2018),  (ISBN 978-3-631-74325-6).